# Der Österreichische Volkswirt
Der Österreichische Volkswirt war eine 1908 gegründete und mit Unterbrechungen bis 1998 existierende österreichische wirtschaftspolitische Zeitschrift.
Die „Zeitschrift für Industrie und Finanzwesen“ erschien von Jahrgang 1 (1908/09) bis 31 – Januar bis Oktober 1938. Der Jahrgang wurde 1945 fortgesetzt. In diesem Jahr erfolgte die Umbenennung in Der Volkswirt (bis Jahrgang 84 -1998). Von 1939 bis 1944 ist die Zeitschrift nicht erschienen. Die Periodizität des Erscheinens war unregelmäßig. Als Beilage erschien seit 1908 der Abschnitt „Die Bilanzen“.
Das Vorbild für die als Wochenblatt vom Nationalökonomen Walther Federn mit Unterstützung aus Bankenkreisen gegründete Zeitschrift war der 1843 gegründete Londoner Economist. Die Unabhängigkeit von Inserenten, politischen Parteien und sonstigen „Förderern“ war Federn ein besonderes Anliegen. Federn leitete die Zeitschrift bis 1934, 1914 bis 1925 war der 1911 in die Redaktion eingetretene Gustav Stolper Mitherausgeber.(Stolper übersiedelte 1925 nach Berlin und gründete dort die befreundete Zeitschrift Der Deutsche Volkswirt). Große Bedeutung gewann das Blatt vor allem in der Zwischenkriegszeit. Es wurde damals auch in den Nachfolgestaaten der Donaumonarchie viel gelesen. Die Hauptredaktion lag in Wien (Porzellangasse 27), dazu kamen ein Büro in Prag und Korrespondenten in Berlin, Budapest, Agram (Zagreb), Warschau und Bukarest. Zu den Beiträgern zählten zahlreiche bedeutende Sozialwissenschafter und sonst bekannt gewordene Persönlichkeiten, etwa Karl Polanyi, Joseph Schumpeter, Gottfried Haberler, Friedrich August von Hayek, Fritz Machlup, Oskar Morgenstern, Michael Hainisch, Friedrich Hertz, Hans Kelsen, Paul Lazarsfeld, Benedikt Kautsky, Karl Pribram, Peter F. Drucker, aber auch die in der NS-Zeit unrühmlich hervorgetretenen Hermann Neubacher und Arthur Seyss-Inquart. Der spätere deutsche Bundespräsident Theodor Heuss, ein Freund von Gustav Stolper schrieb ebenfalls für das Blatt.
Der Österreichische Volkswirt verfolgte stets eine deutschliberal geprägte antimarxistische Linie, aber in strikter Opposition zu faschistischen und autoritären Regierungen. Die Finanzwirtschaft wurde nie als abgehobenes Phänomen betrachtet, sondern stets in Zusammenhang mit den Entwicklungen der Realwirtschaft analysiert. Die Zeitschrift zeigte auch Sympathien für die Sozialdemokratie und deren interventionistische Konzepte, etwa in Sachen Mieterschutz und bezüglich der im Wege der Wohnbausteuer finanzierten Wiener Gemeindebauten. Sie geriet daher nach dem Juliputsch 1934 in politische Schwierigkeiten.
In der Ausgabe vom 1. September 1934 gab die Zeitschrift den „freiwilligen“ Rücktritt des Herausgebers Walther Federn bekannt. Eigentum und Herausgeberschaft gingen an Maria L. Klausberger, die seit 1931 Redaktionsmitglied war. Ungeachtet des herrschenden politischen Drucks erschienen im Volkswirt aber nach wie vor kritische Artikel, etwa eine entsprechende Analyse der berufsständischen Maiverfassung 1934. Dies hatte aber nach dem Anschluss sein Ende. Unter Klausbergers Leitung erschien am 12. März 1938 die vorläufig letzte Nummer der Zeitschrift. Im Dezember 1945 gründete Margarethe Klausberger-Fuchs, die Adoptivtochter von Maria Klausberger die Zeitschrift neu, konnte aber an ihre frühere Bedeutung nicht anschließen. Wesentliche Teile der früheren Leserschaft, die Deutsch sprechenden Wirtschaftseliten in Ostmitteleuropa, waren auch durch die Geschehnisse des Zweiten Weltkriegs vertrieben oder umgebracht. Der Volkswirt beendete sein Erscheinen weitgehend unbemerkt im Jahr 1998.
Für ihre Blütezeit während der österreichischen Ersten Republik gilt die Zeitschrift bis heute als wichtige Informationsquelle. Wirtschaftshistoriker wie Karl Ausch, Eduard März und Fritz Weber haben ausführlich aus ihr geschöpft. Vor allem die Analysen des Blattes zu den Bankenkrisen jener Zeit (Centralbank der deutschen Sparkassen, Postsparkassenskandal etc.) finden bis heute Beachtung. Der Volkswirt verwies auch frühzeitig (am 17. März 1929) auf die „angespannte“ Situation der Bodencreditanstalt, deren Zusammenbruch im Oktober 1929 das österreichische Wirtschaftsleben erschütterte.